# Країна багряних хмар
«Країна багряних хмар» (рос. Страна багровых туч) — пригодницький фантастичний роман радянських письменників Аркадія та Бориса Стругацьких. Написаний у 1952—1957 роках, став дебютним твором братів Стругацьких. Роман є першим у Передполудневому циклі. Розповідає про радянську експедицію на Венеру, що відбувається в 1990-х роках, і стикається з небезпечними природними умовами другої від Сонця планети.
У 1959 році роман здобув третю премію конкурсу найкращої книги про науку й техніку для школярів від Міністерства освіти РРФСР.

## Головні дійові особи
- Олексій Петрович Биков — інженер-механік, хімік, водій транспортера (всюдихода), радист, "спеціаліст по пустелях". Судячи з натяків, щедро розкиданих авторами повісті — військова людина. Головний "залізячник" експедиції, особа, наділена надзвичайно твердою волею та високорозвиненим почуттям обов'язку. Він нічим не поступається Єрмакову, але позбавлений підкресленої командирської різкості останнього. Биков — центральний персонаж роману, переважно його очима читач бачить пригоди експедиції.
- Капітан Анатолій Борисович Єрмаков — начальник експедиції, фізик, біолог та лікар. Чоловік з міцним характером, у всьому і завжди шукає раціональне рішення, відсікаючи будь-які емоції. Капітан Єрмаков — єдиний, хто вцілів у колишніх експедиціях на Венеру.
- Богдан Богданович Спіцин — пілот, радист, штурман та бортінженер. «Небожитель», що народився на Марсі і сприймає ракету як рідний дім.
- Михайло Антонович Крутіков — штурман, кібернетик, пілот та бортінженер. Найдобріший, ввічливіший учасник експедиції, великий гурман.
- Володимир Сергійович Юрковський — геолог, радист, біолог. Поет, романтик, дотепник, свого роду реінкарнація Миколи Степановича Гумільова в умовах радянських 90-х (саме до цього часу брати Стругацькі приурочили політ на Венеру).
- Григорій Іоганович Дауге — геолог, біолог. Справжній енциклопедист із широким кругозором та захоплений дослідник за складом особистості. Великий противник офіційних ритуалів, «тостів, пихатих промов».
- Микола Захарович Краюхін — дослідник Марса та Венери, заступник голови Державного комітету міжпланетних сполучень при Раді Міністрів. Голова міжпланетного полігону, з якого стартувала експедиція.

## Сюжет

### Сьомий полігон
Дія відбувається в недалекому майбутньому від часу написання роману, приблизно в 1990-х роках. Міністерство геології направляє Олексія Бикова, фахівця із транспортних машин з ядерним двигуном, з пустелі Гобі до Москви, до Державного комітету міжпланетних сполучень. Там йому пропонують стати членом небезпечної експедиції на Венеру через те, що він неодружений і не має близьких родичів. Биков вагається, оскільки ніколи не думав стати космонавтом, але погоджується.
На той час люди досягли всіх планет Сонячної системи, крім Плутона. Проте спроби побувати на Венері не увінчалися успіхом — три експедиції загинули, і вона досліджується лише автоматичними супутниками. Але тоді на Венері відкрили область «Уранова Голконда», багату на радіоактивні елементи, яких обмаль на Землі.
Биков стає членом екіпажу експериментального фотонного планетольота «Хіус-2». В екіпажі «Хіуса» — його знайомий по роботі в Гобі геолог Григорій Дауге. Командир експедиції — Анатолій Борисович Єрмаков, у складі також пілот Богдан Спіцин, штурман Михайло Крутиков і геолог Володимир Юрковський.
Биков разом з іншими членами екіпажу проходить передполітну підготовку та дізнається подробиці майбутньої експедиції. Початкове завдання — випробування фотонного планетольота «Хіус-2» і оцінка його придатності для польоту до планет із важкими атмосферними умовами. Друге завдання — дослідити «Уранову Голконду» і звести поблизу ракетодром.
Проте фотонні двигуни ще мало випробувані, а попередня модель з ними під назвою «Хіус-1» вибухнула. За них виступає Краюхін, вчитель Єрмакова. І Краюхін і Єрмаков розуміють, що багато хто зацікавлений в дискредитації подібних технології. При прибутті на ракетодром «Хіуса-2» відмовляє система навігації, але він все ж сідає.

### Простір і люди
«Хіус-2» згодом стартує, та з ним зникає звʼязок через сонячний спалах. В польоті корабель ловить сигнал лиха від китайського корабля, який виявляється знищеним аварією. Проте сам сигнал вони не могли б там запеленгувати, що наштовхує екіпаж на думки про аномальну зону космосу.
Корабель досягає Венери і спускається на поверхню, після чого вмикає аналізатори для дослідження умов. Виявляється, «Хіус-2» сів у болото, огорнене щільним жовтим туманом.

### На берегах Уранової Голконди
Після короткої вилазки на борт корабля потрапляє місцева форма життя, вкриваючи поверхні чимось на зразок плісняви. Залишивши черговим на «Хіусі-2» Крутікова, загін вирушає до цілі на атомному всюдиході. В дорозі під час подолання гірського ланцюга всюдихід пошкоджується і безслідно пропадає Богдан Спіцин. Григорій Дауге захворює загадковою «піщаною гарячкою», при якій нормальний стан чергується з періодами затьмарення розуму.
Герої перетинають пустельний пояс і досягають Голконди, яка виявляється природним ядерним реактором. Після проведення первинних досліджень і установки радіомаяків розвідники вирушають назад, але всюдихід оточує червоне кільце якоїсь субстанції. Биков згадує попередження попередньої загиблої експедиції: «Стережися червоного кільця». Всюдихід настигає підземний ядерний вибух. Юрковський припускає, що червоне кільце було колонією бактерій, які живляться радіацією. Єрмаков гине, а Дауге і Юрковського Биков витягає з пустелі й доводить до «Хіуса-2».
Роман закінчується епілогом — листом Юрковського Бикову, написаним через два роки після основних подій. Почався «штурм» Голконди новими фотонними ракетами. Умови виявилися складними. Силами роботів та прибулих людей почалася її розробка. Юрковський потрапив у шпиталь на Венері, його здоров'я похитнулося після чергової експедиції навколо Голконди. Биков вступив до Вищої Школи Космогації на космонавта. Крутиков продовжує літати на «Хіусі», а Дауге після тривалого лікування вимагає від керівництва направлення його на Венеру.

## Історія написання і видання
За легендою, ідея написати роман «Країна багряних хмар» виникла у братів Стругацьких, коли вони близько 1954 року посперечалися з друзями (або дружиною Аркадія Стругацького) про слабкість сучасної їм наукової фантастики. За свідченням Бориса Стругацького, перші ідеї твору та назва з'явилися у Аркадія Стругацького ще в 1951 році.
За іншою версію, на написання роману братів Стругацьких надихнув фантастичний роман Володимира Владка «Аргонавти всесвіту». Згідно з нею, прочитавши твір Володимира Владка у російському перекладі, брати розкритикували роман. Але у відповідь 1957 року Стругацькі створили власний варіант експедиції на Венеру — роман «Країна багряних хмар».
«Країна багряних хмар» був першим твором братів Стругацьких, написаним у співавторстві. Перші дві частини були написані Аркадієм Натановичем, а третя — Борисом Натановичем. Надалі письменники відмовилися від такої методики і писали свої твори в тіснішій співпраці.
Роман було дописано в 1957 році і вперше опублікований 1959 року окремою книгою видавництвом «Детская литература» (Детгиз) тиражем 90000 примірників. 1960 року вийшов додатковий тираж 100000 примірників з позначкою «Шкільна бібліотека». Автори в 1960 році адаптували роман для знімання фільму, який лишився нереалізованим. Коли справа пішла до підготовки зйомок, режисер Павло Клушанцев саме займався «Планетою бур» — іншою науково-фантастичною стрічкою про Венеру. До 2005 року сценарій фільму під назвою «Екіпаж „Скіфа“» вважався втраченим. У 1961 роман вперше було перекладено іноземною мовою — німецькою.
У процесі підготовки роману до видання було внесено в текст кілька змін через цензуру. Зокрема, були змінені імена та прізвища всіх головних героїв, що збігалися з іменами політичних діячів Радянського Союзу, змінені їхні національності. Головний герой Биков з капітана бронетанкових військ перетворився на інженера і водія, оскільки цензори не дозволили, щоб космонавти були військовиками. 1998 року за збереженими чернетками було відновлено початковий варіант роману.
По завершенню «Країни багряних хмар» у 1957-му Аркадій Стругацький прочитав «Астронавтів» Станіслава Лема, відзначивши чимало паралелей між його твором і своїм з братом. На час написання роману офіційно припускалося, що умови на поверхні Венери можуть забезпечувати існування рідкої води і життя. Венера у зображенні Стругацьких виглядає подібно до інших фантастичних творів того періоду: спекотна планета зі щільним хмарним покривом та життям, схожим на земне мезозойської ери. Проте Стругацькі запропонували нетрадиційне трактування: у «Країні багряних хмар» Венера  — негостинна планета, практично непридатна для колонізації.

## Переклади
- Planeta nachových mračen, Mladá fronta, Praha 1962, přeložil Jaroslav Piskáček (чеською).
- Arkadi N. Strugazki, Boris N. Strugazki: Strana bagrovych tuč. 1959 (russische Originalausgabe), (німецькою).
- Arkadi Strugazki, Boris Strugazki: Atomvulkan Golkonda. Verlag Kultur und Fortschritt, Berlin 1961 (deutsche Erstausgabe, aus dem Russischen von Willi Berger) (німецькою).
- Arkadi Strugazki, Boris Strugazki: Atomvulkan Golkonda. Heyne, München 1980, ISBN 3-453-30254-0. (textidentisch mit der Ausgabe von 1961) (німецькою).
- Arkadi Strugatzki, Boris Strugatzki: Atomvulkan Golkonda. Golkonda, Berlin 2012, ISBN 978-3-942396-22-6 (Erste vollständige deutsche Ausgabe; anhand der Manuskripte rekonstruierte, unzensierte und unbearbeitete Fassung, komplettiert durch ein Kapitel aus einer frühen Arbeitsfassung des Romans; Kommentare von Boris Strugatzki, Nachwort und Anmerkungen von Erik Simon) (німецькою).
- A bíborszínű felhők bolygója; in: Robur, 1985/9–10, 1986/11 (угорською).
- A bíborszínű felhők bolygója; ford. Földeák Iván, Weisz Györgyi; Metropolis Media, Bp., 2012 (Galaktika fantasztikus könyvek) (угорською)